# نیپونزان-میوهوجی-دایسانگا
نیپونزان-میوهوجی-دایسانگا (به ژاپنی: 日本山妙法寺大僧伽 Nipponzan-Myōhōji-Daisanga)، اغلب به عنوان نیپونزان میوهوجی یا ژاپن بودا سانگها شناخته می‌شود، یک جنبش مذهبی جدید ژاپنی یا ادیان جدید ژاپنی و گروه فعالی که در سال ۱۹۱۷ توسط Nichidatsu Fujii تأسیس شد، که از بودیسم بوداگرایی نیچیرن پدید آمد. نیپونزان میوهوجی یک راسته کوچک بودایی نیچیرن است که حدود ۱۵۰۰ نفر شامل رهبانان و افراد غیر روحانی را شامل می‌شود.